# Stenoxenus paraensis
Stenoxenus paraensis är en tvåvingeart som beskrevs av Lane 1956. Stenoxenus paraensis ingår i släktet Stenoxenus och familjen svidknott. Inga underarter finns listade i Catalogue of Life.